# Santa Catarina Ayotzingo
Santa Catarina Ayotzingo es una población mexicana, es uno de los doce poblados que son pertenecientes al municipio de Chalco en el estado de México y forma parte de la Zona Metropolitana del Valle de México. Se ubica al sur de la cabecera municipal sobre la carretera que va de Chalco a Tenango del Aire, es uno de los pueblos chalcas que pertenecían a Tenanco

## Origen
Ayotzingo fue el primer nombre que le dieron los chichimecas cuando fue fundado por ellos y, cuando decidieron radicar en las tierras de Ayotzinco, Ayotzingo significa “Asoleadero de tortugas”, en la lengua Náhuatl, Ayotzinco no tiene fecha exacta de su fundación como tal, pero tiene siglos aproximados de existencia, 8 siglos de existencia desde su origen avalan toda su historia, desde el año 1 d. C. y 1000 d. C., data su historia en el tiempo, Y surge una nueva época en los años 1519 y 1800 d. C., cuando se le da por segunda vez un nuevo nombre “Ayotzingo” por la complicada pronunciación que tenía y que les fue difícil a los conquistadores de pronunciar, así mismo como pasó con muchas otras palabras náhuatl, Ayotzingo es un sitio enigmático, desde su gente hasta sus tradiciones, su comida, su cultura, sus calles y su historia, es un sitio que debes conocer cuando visites el estado de México.
Santa Catarina Ayotzingo fue en la antigüedad un pueblo ribereño del lago de Chalco, dependiente desde entonces y a lo largo de la colonia y luego en México independiente de la cabecera municipal de Chalco, de la época colonial data el templo de Santa Catarina Mártir y un convento agustino, principales monumentos de la población.

### Ubicación
Santa Catarina está asentada en un valle de lo que fuera el antiguo lago de Chalco pero al pie de la serranía del suroeste del municipio de Chalco, en particular del cerro Ayaquémetl; de acuerdo al Censo de Población y Vivienda de 2010 realizado por el Instituto Nacional de Estadística y Geografía (Inegi), Santa Catarina Ayotzingo tiene una población de 10 702 habitantes, de los que 5 222 son hombres y 5 480 son mujeres.

## Historia
Su origen fue de una tribu nómada chichimeca, ellos buscaban lugares favorables, donde adquirían alimentos para su subsistencia, por ejemplo frutas, raíces, animales y plantas comestibles, frutas: tejocotes, capulines, zapotes, animales: conejos, ciervos, patos silvestres, garzas, armadillos, zorrillos, tlacuaches, raíces de árboles diversos, y plantas comestibles como: malvas, quelites, romeros, quentoniles, entre otras, se dice que (Ayotzinco) fue el primer nombre que le dieron los chichimecas cuando fue fundado por ellos mismos y, cuando decidieron radicar en las tierras de Ayotzinco, Ayotzinco significa “Asolead ero de tortugas”, en la lengua Náhuatl, Ayotzinco no tiene fecha exacta de su fundación como tal, pero tiene siglos aproximados de existencia, 8 siglos de existencia desde su origen abalan toda su historia, desde el año 1 d. C. y 1000 d. C., data su historia en el tiempo.
Y surge una nueva Época en los años 1519 y 1800 d. C., cuando se le da por segunda vez un nuevo nombre “Ayotzingo” por la complicada pronunciación que tenía y que les fue difícil a los conquistantez de pronunciar, así mismo como paso con muchas otras palabras náhuatl.
En la época del esplendor azteca (mexica) Ayotzingo fue el poblado con el embarcadero o puerto más importante de toda la región del otrora lago de Chalco. A este embarcadero de Ayotzingo llegaban mercancías provenientes de Chalco, Amequemeque (Amecameca), Tlalmanalco, Mixquic, e incluso desde el Cuauhnáhuac (hoy el Estado de Morelos) llegaban hasta el gran mercado de Tlatelolco.
Ayotzingo es un sitio enigmático, desde su gente hasta sus tradiciones, su comida, su cultura, sus calles, y su historia, es un sitio que debes conocer cuando visites el estado de México.

### Vista del rey de Texcoco a Hernán Cortés en 1519
Ayotzingo atrajo a muchos mexicanos al cuartel de los españoles, costó a algunos la vida, porque las guardias españolas los tenían de espías por el continuo recelo, que estaba de alguna traición, mataron unos quince hombres aquella noche.
Al día siguiente estando a punto de marchar, llegaron cuatro nobles mexicanos, con el aviso que venía el rey de Texcoco a visitar las cortes de parte de su tío el rey de México, “no tardo mucho en llegar en unas andas adornadas de bellos plumajes sobre los hombros de cuatro de sus familiares”, con un numeroso y lucido acompañamiento de nobleza mexicana y texcocana, luego que llegó la visita del general español se tomó de las andas y siguió a pie llevando por delante, varios criados que con suma diligencia iban limpiando el camino, de cuanto pudiese ofender a sus ojos, a sus pies.
Los españoles quedaron asombrados de tanta grandeza, y por ella conjeturaron cuanta sería la del rey de México, Cortés salió a recibirle a la puerta de su alojamiento, y le previno con una profunda referencia a la cual correspondió el rey tocando con la diestra el suelo y después llevándola a su boca, entró con despejo majestuoso en una de las salas y tomando asiento dio de parte de su tío la bienvenida a Cortés y a sus capitanes, y protestó el deseo que tenía “Moctezuma”, de establecer una buena correspondencia, con el príncipe de oriente en cuyo nombre venía.

### Revolución Mexicana en Ayotzingo
En 1910, durante el movimiento revolucionario en el municipio de Chalco hubo varios enfrentamientos, incursión de fuerzas zapatistas eran constantes debido a la cercanía del estado de Morelos y a la ausencia del poder político. El 23 de octubre de 1911 grupos zapatistas atacan las localidades de San Pablo Atlazalpan San Juan y San Pedro
```
Tezompa y ayotzingo donde se apoderaron de caballos, armas, dinero, ropa y todo tipo de objetos, en este último fueron varios los enfrentamientos, incendiaron algunas casas, el juzgado conciliador y la escuela de niñas.
```

Las pérdidas se estimaron en 32 mil pesos los generales Genovevo de la O, Higinio Tapia y Antonio Limón con 200 hombres atacan y toman Ayotzingo, los carrancistas consideraban a este pueblo como refugio de zapatistas, por tal motivo arrasan con él, lo incendian en dos ocasiones, fusilan a varios hombres, y ultrajan mujeres; en Ayotzingo la parroquia es quemada, tomada como cuartel y los santos son despojados de su indumentaria.
Otro acontecimiento ocurrido en el pueblo de Ayotzingo fue el ataque de 100 zapatistas, los cuales fueron rechazados por las fuerzas del 16 batallón al mando del subteniente Miguel Ramos, quien mató al cabecilla Enrique Tapia; más tarde llegan elementos del 19 cuerpo rural a las órdenes del cabo segundo Adolfo R. Ruelas, procedente de San Pablo Atlazalpan quienes ayudan el destacamento de Ayotzingo.
En el segundo ataque realizado por los carrancistas al poblado, el destacamento defensor se retiró y se incorporó a las fuerzas de Xico al mando del capitán primero Francisco de la Rosa. Además el teniente Elizondo Acudió a Chalco por refuerzos, también las fuerzas del 12 cuerpo procedente de la hacienda de El Moral al mando del cabo segundo Daniel Villaseñor debido a estas oportunidades que da el ejército, los zapatistas avanzan e incendian el pueblo entero.
También en los llanos de huexoculco el cabo segundo Cosme Cortés del 8 cuerpo rural reportó un enfrentamiento con tropas zapatistas. En Huitzilzingo, una partida de zapatistas penetro y exigió a los vecinos Celestino Valencia y Paula Suárez, caballos tomaron varias haciendas sin autorización de sus superiores y los pueblos circunvecinos se vieron afectados por la pérdida de animales.
En 1915, el palacio fue bombardeado por las fuerzas de heriberto Jara.
En 1914, en Xico las fuerzas del 38 cuerpo regular de infantería pertenecientes al destacamento de San Juan Ixtayopan al mando del teniente Miguel Bueno participaron 
en un tiroteo contra los zapatistas que pretendían ocupar las población. 
En este mismo año, la fábrica de Miraflores que era propiedad de la compañía Industrial de San Antonio Abad, S.A. es tomada por los zapatistas, quienes la saquearon y dañaron las maquinarias.
"En los últimos días de mayo de 1916, las fuerzas zapatistas destruyeron en Chalco los archivos parroquiales, la iglesia y la mayor parte de las casas. Finalizada la revolución y con la firma de la Constitución de 1917, Chalco pasa a formar parte de los distritos judiciales y rentísticos del Estado de México.
En el año de 1911, los generales zapatistas entablan combate contra las fuerzas armadas del gobierno, destacando entre ellos los generales Genovevo de la O, Francisco Venustiano Pacheco, Isidoro Muñoz, Benito Hinojosa, Gustavo Bass y Rafael Calimayor. 
En el año de 1912, es quemado el pueblo de Huitzilac en dos ocasiones y sus habitantes emigran al lugar conocido como Teochalco, todo esto como resultado de los combates zapatistas.

### El Che y Fidel Castro en Ayotzingo
Entrenaba el "Che" y Castro en Santa Catarina Ayotzingo, Según el historiador local Rafael Pozos este poblado fue clave para el triunfo de la revolución cubana y para que Fidel Castro haya llegado al poder.
 
Ya pasaron 46 años y en el pueblo de Santa Catarina Ayotzingo se extraña la presencia de Fidel Castro.
Aquí sí te queremos y no vamos a condicionar tu presencia, dicen los pobladores; sin embargo, después de que la guerrilla cubana se adiestró militarmente en el rancho de Santa Rosa, jamás regresó. Rafael Pozos Acatitla, historiador local, señala que el pueblo de Santa Catarina Ayotzingo fue clave para el triunfo de la revolución cubana y de que Fidel Castro haya llegado al poder. Asimismo, explica que los últimos planes para iniciar la lucha contra el dictador Fulgencio Batista, en la Sierra Maestra de la isla, se detallaron en los campos de entrenamiento que tenía la guerrilla en el rancho de Santa Rosa.
"Aquí Ernesto Guevara de la Serna se ganó ser jefe de personal y médico de la guerrilla. Aquí se le empezó a llamar "El Che", aquí surgió y se forjó su leyenda", dice. Después de los duros entrenamientos que tenía Guevara de la Serna en el monte de Ayotzingo, aún le quedaba tiempo para escribir y antes de que la policía mexicana llegará a arrestar a los cubanos, "El Che" le dedicó a Fidel el poema:
"Vamos ardiente profeta de la aurora por los recónditos caminos inalámbricos a liberar el verde caimán que tanto amas y si en el camino se interpone el hierro pedimos un sudario de cubanas lágrimas para que se cubran los guerrilleros huesos en el tránsito de la historia americana.
En una vieja foto de Ernesto Guevara se lee: "Para el compañero Noé. "El Che"; sin embargo, no hay más testimonio fotográfico de la presencia del argentino o de Fidel Castro en Santa Catarina Ayotzingo. 
Solo la imagen de Santa Bárbara, una virgen de La Habana, quedó como testimonio de la presencia de los cubanos en Ayotzingo. René González Barrios, agregado militar, naval y aéreo de la embajada de Cuba en México, junto con investigadores, se dio a la tarea de recorrer el mismo camino que tuvo Fidel hace 46 años. Su tarea es recuperar los testimonios de los habitantes de estas tierras sobre la presencia de la guerrilla, Fidel y El Che" en ese poblado, pero la mayoría de los testigos han muerto, y con ellos muchas historias y anécdotas.
"Aquí debe de levantarse ya una estatua de "El Che" Guevara y recuperar el testimonio de Fidel Castro y su lucha armada", apunta.
Raúl Rivera Zarza, compadre de Fidel es el único que guarda celosamente la historia de la presencia de los cubanos en el rancho de su padre Erasmo Rivera Acevedo.
El rancho Santa Rosa aún está en pie, ahí vive la venezolana Esther Castro, la segunda esposa de Erasmo Rivera Acevedo, pero a nadie le abre la puerta de la casa en donde vivió durante una temporada Castro.
"Mándale una carta a Fidel para que te envíe dinero y compres la medicina", le recomendaba el doctor a Javier Bernal a la anciana Dieguita Hernández Ibarra, la fiel soldadera, la mexicana que alimentó a Fidel Castro y a sus revolucionarios cubanos, durante su instancia en el pueblo de Santa Catarina Ayotzingo. Dieguita ni en su agonía olvidó a Fidel, aquel hombre barbado, alto y delgado que llegó al rancho de Santa Rosa en 1956 para adiestrar a su gente y liberar a Cuba del dictador Fulgencio Batista. Fue la mujer de Ayotzingo que con sus manos, paciencia y sabiduría preparó casi durante un año comida mexicana para que los revolucionarios resistieran el entrenamiento militar.
Fidel, antes de partir de México, en agradecimiento, le entregó una imagen de la virgen de Santa Bárbara, la patrona de Parraga, población de La Habana, diciéndole:
"Ya pronto partiremos a Cuba, aquí le entrego esta imagen que tanto venero, quiero que lo haga como yo lo he hecho. Si llegamos al poder sólo basta que me escribas y yo mandaré por ustedes para que conozcan mi patria, por todos los favores que nos han dado". 
La anciana guardó celosamente la imagen, la cargaba, la veneraba, solo la compartía con San Antonio, un santo labrado en madera que la había acompañado durante toda la vida. Ella enferma y avejentada recordaba las palabras del cubano, se las platicaba a su médico Javier Bernal, y él le recomendaba: "Escríbele para que te mande para tu medicina", pero Digna Hernández no reveló si había enviado alguna carta al comandante Castro.
Murió prácticamente en la soledad y jamás volvió a ver el rostro de Fidel. Él es "El Ovejas", es Eulogio Ruiz Pozos, él dice que Raúl Rivera Zarza, compadre de Fidel Castro lo contrató en dos o tres ocasiones para que en una burra azulada llevará alimentos al cerro donde Castro, Ernesto "El Che" Guevara y "unos 20 o 30 cubanos" realizaban prácticas de tiro.
- Sabes quien soy?, recuerda la pregunta que le hizo un hombre delgado y alto, con acento veracruzano.
- No, no sé quién..., respondió asustado, intimidado por la presencia de los hombres bárbaros y armados en los cerros de Santa Catarina Ayotzingo. Raúl, recuerda, me había pedido "pico de cera y si te pregunta alguien tú no sabes".
Eulogio Ruiz tenía 14 años, también conoció al "Che" Guevara ya que él fue uno de los encargados en recibir los alimentos.

## Ayotzingo Municipio
En sus orígenes, Ayotzingo fue cabecera municipal y tuvo como pueblos a San Pedro y San Pablo Atlazalpan, San Mateo Huitzilzingo, San Juan Tezompa, sin embargo en 1898 se iniciaron los brotes que darían origen al movimiento revolucionario, en esas fechas se dio un hecho que marco el fin de eses municipio, y fue cuando el general Antonio Beltrán (zapatista), mando a la horca al último juez Hipólito Silva acusado de traición, sin embargo, este juez tomo sellos, documentos, objetos y el archivo de la municipalidad, como complemento se suprimió la municipalidad, pasando a formar parte del municipio de Chalco.

## Tradiciones y costumbres en Ayotzingo

### Fiestas patronales
Ayotzingo está dividido por barrios, y cada uno de ellos organiza la fiesta a su patrón, que son santos y dan el nombre a su respectivo barrio.

### Santa Catarina
Es la patrona de todo el pueblo y la fecha de su celebración es el 25 de noviembre pero esta fiesta se prolonga hasta 3 días, y puede terminar el 28 de noviembre, en esta fiesta organizada por toda la población de Ayotzingo hay feria, juegos mecánicos, procesiones, marotas o chinelos, bandas regionales que dan música durante todos los días casi todo el día, es en esta fiesta donde se han dado sita grandes exponentes de la música regional mexicana, como, Los Cardenales de Nuevo León, Los Cadetes de Linares, La Apuesta, grupo Yaguaru, los Askis, la Arrolladora banda el limón, los Lamas, Grupo Liberación, los Guardianes del Amor, Rayito colombiano, Julio Preciado, Ramón Ayala, El Gigante de América, Benda Pequeños musical, Julión Álvarez, Aarón y su Grupo Ilusión, etc. 
San Miguel

Barrio de San Miguel.
Fecha: el 29 de septiembre.
Santiago
Barrio de Santigo.
Fecha: el 25 de julio.
San Juan
Barrio de San Juan.
Fecha: el 24 de junio.
Santa María
Fecha: el 15 de agosto.
Santa Cruz 
Barrio de Santa Cruz.
Fecha: el 3 de mayo.
Guadalupe
Barrio de Guadalupe.
Fecha: el 12 de diciembre.

## Actualidad

### Hospital Materno Infantil Josefa Ortiz de Domínguez Bicentenario
El 19 de julio del 2010 el gobernador del estado de México, Enrique Peña Nieto, entregó el Hospital Materno Infantil Josefa Ortiz de Domínguez Bicentenario, en el municipio de Chalco.
Esta obra cuya inversión fue de 250 millones de pesos, brindará servicio a habitantes de los municipios de Texcoco, Los Reyes La Paz y Valle de Chalco Solidaridad. Además, con este acto el mandatario entregará lo que es su compromiso de campaña número 500, de los 600 que fueron registrados ante un notario público.
El hospital en Josefa Ortiz de Domínguez beneficiará a más de 250 mil habitantes, y cuenta con capacidad de 60 camas; tiene dos quirófanos, tres salas de expulsión, sala mixta, consultorios, áreas de gobierno y de administración, residencia médica, bodega/almacén, sanitarios, sala de espera, laboratorio y Rx, lavandería, farmacia, subestación eléctrica y cuarto de máquinas, instalaciones especiales para oxígeno, aire acondicionado y gases medicinales, RPBI, alumbrado exterior, accesos, caseta de vigilancia, barda perimetral, estacionamiento y áreas verdes además del equipamiento y mobiliario correspondiente.
En materia de infraestructura hospitalaria, el gobierno de Peña Nieto suscribió 52 compromisos, de los cuales faltan por cumplirse 14.
Dentro de las obras que ha entregado el gobierno en Chalco se encuentran la Construcción y operación de una Unidad Académica Universitaria; la ampliación a cuatro carriles de la carretera Chalco-Tláhuac y Chalco-Huitzilzingo; pavimentación de avenida Las Torres; la entrega de un colector de aguas residuales; puente peatonal en el libramiento de México-Cuautla; ampliación de cobertura de servicios del ISSEMyM; quedando pendiente solamente la ampliación de la carretera Chalco-Nepantla.

Accidente Secretario de Gobernación
El 11 de noviembre de 2011, a cuatro kilómetros de la población, ocurrió el accidente de helicóptero en el que murió quien fuera secretario de Gobernación, Francisco Blake Mora.